# Le Remplaçant (émission)
Pour les articles homonymes, voir Le Remplaçant.
Le Remplaçant (The Substitute) est une émission de caméra cachée américaine en 25 épisodes de 22 minutes, diffusée depuis le 1er avril 2019 sur Nickelodeon.
En France, l'émission est diffusée depuis le 21 mars 2022 sur Nickelodeon Teen.

## Synopsis
Émission de caméra cachée mettant en vedette des célébrités qui sont transformées par une équipe d'artistes d'effets spéciaux. En se faisant passer pour des remplaçants, ils piègent des élèves qui ne se doutent de rien.

## Production
Le 14 février 2019, il a été annoncé que Le Remplaçant (The Substitute) ferait partie de la liste des productions prévues de Nickelodeon. Le programme est une production de The Intellectual Property Corporation, Eli Holzman et Aaron Saidman, avec Mike Harney en tant que showrunner. Le 20 mars 2019, il a été annoncé que l'émission serait présenté en première mondiale le 1er avril 2019, avec comme invité Jace Norman dans la première émission. Un extrait de la première émission a été diffusé immédiatement après les Kids 'Choice Awards 2019 le 23 mars 2019. Le 6 mai 2019, il a été annoncé que Lilly Singh serait la vedette invitée dans une émission diffusée le 18 mai 2019. Le 28 août 2019, il a été annoncé que Nickelodeon avait commandé dans un format complet l'émission The Substitute, avec une commande de 10 épisodes pour une première en octobre 2019. Le 18 septembre 2019, il a été annoncé que John Cena jouerait le rôle principal dans un épisode diffusé le 4 octobre 2019. Le 15 novembre 2019, il a été révélé que Ne-Yo jouerait le rôle principal dans un épisode de vacances diffusé le 30 novembre 2019.
Le 17 janvier 2020, il a été révélé que Brie et Nikki Bella joueraient dans un épisode diffusé le 31 janvier. Il a également été révélé que les stars invitées supplémentaires pour les futurs épisodes incluraient Rico et Raini Rodriguez, Asher Angel, Shaun White, JoJo Siwa, Johnny Orlando, Kel Mitchell et Cooper Barnes .
Le 23 octobre 2020, il a été annoncé qu'une deuxième saison serait diffusée le 31 octobre avec Ariel Martin, Chloe Kim et Chris Paul parmi les stars invitées de la saison. La saison a également ajouté un nouvel hôte, Juanpa Zurita. 

## Épisodes

### Saison 1 (2019-2020)
1. Jace Norman
2. Lilly Singh
3. John Cena
4. Ne-Yo
5. The Bella Twins
6. Rico & Raini Rodriguez
7. Asher Angel
8. Shaun White
9. JoJo Siwa
10. Johnny Orlando
11. Cooper Barnes
12. Kel Mitchell

### Saison 2 (2020-2021)
1. Baby Ariel
2. Chloe Kim
3. Chris Paul
4. Gabriel Iglesias
5. The Miz
6. DeAndre Jordan
7. Peyton List
8. Zedd
9. Lele Pons
10. Why Don't We
11. Ty Dolla $ign
12. Juanpa Zurita

### Spéciaux
1. Revealed With Jace Norman
2. Revealed with Lilly Singh
3. Le top 10 des meilleures farces (Top 10 Wildest Pranks Special)